# Orgyia vetusta
Orgyia vetusta är en fjärilsart som beskrevs av George Francis Hampson 1910. Orgyia vetusta ingår i släktet fjädertofsspinnare, och familjen tofsspinnare. Inga underarter finns listade i Catalogue of Life.

## Bildgalleri

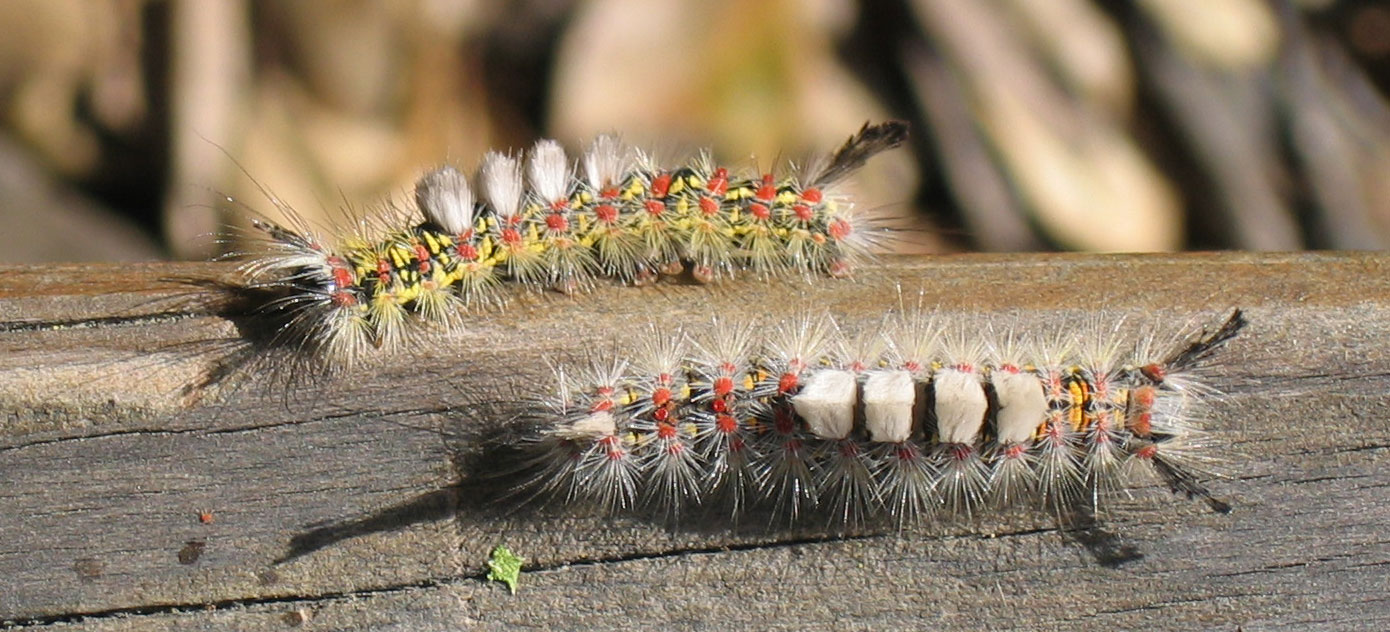
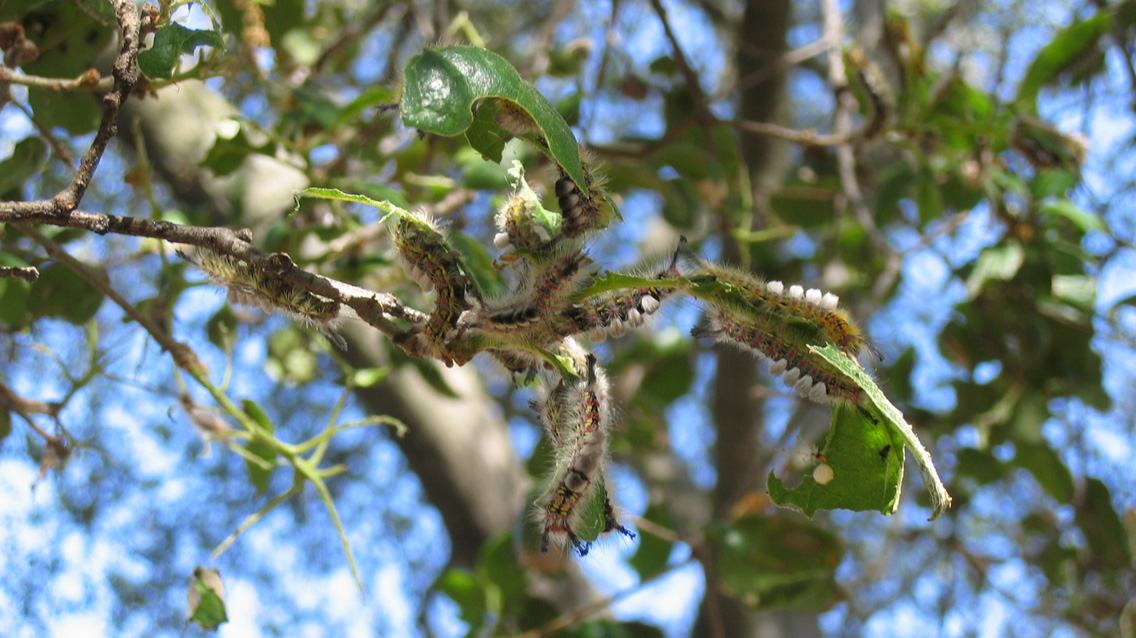
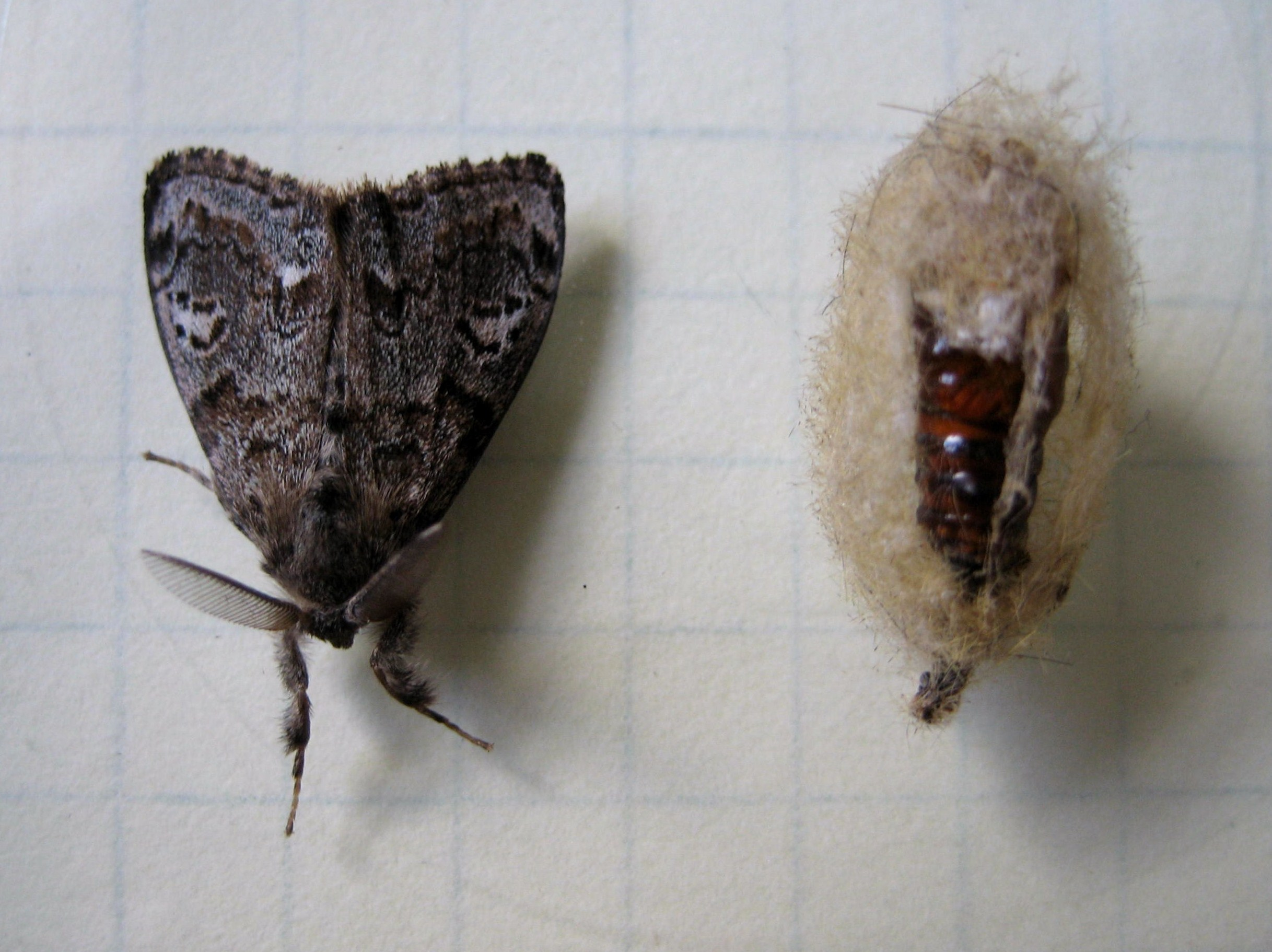
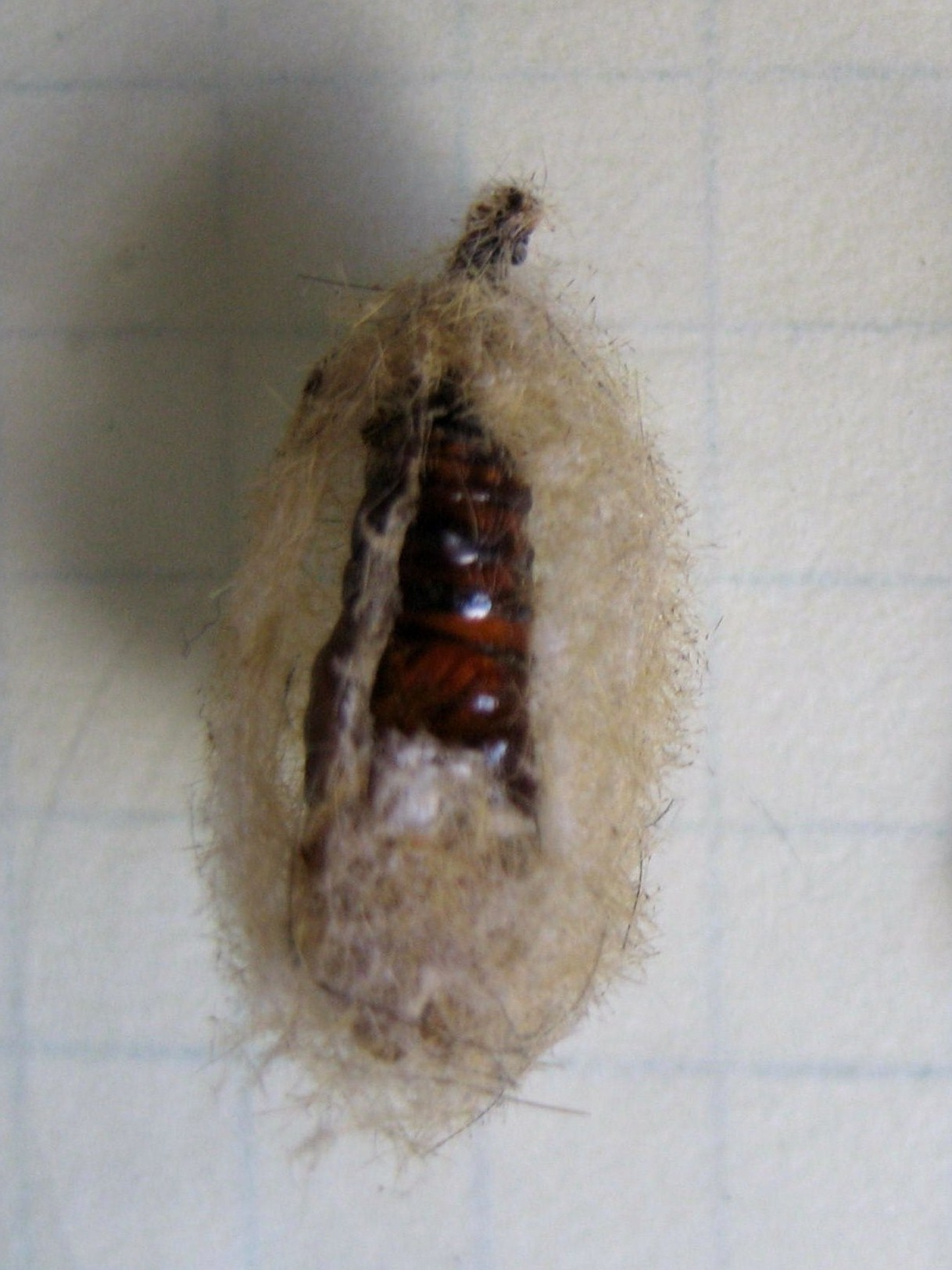
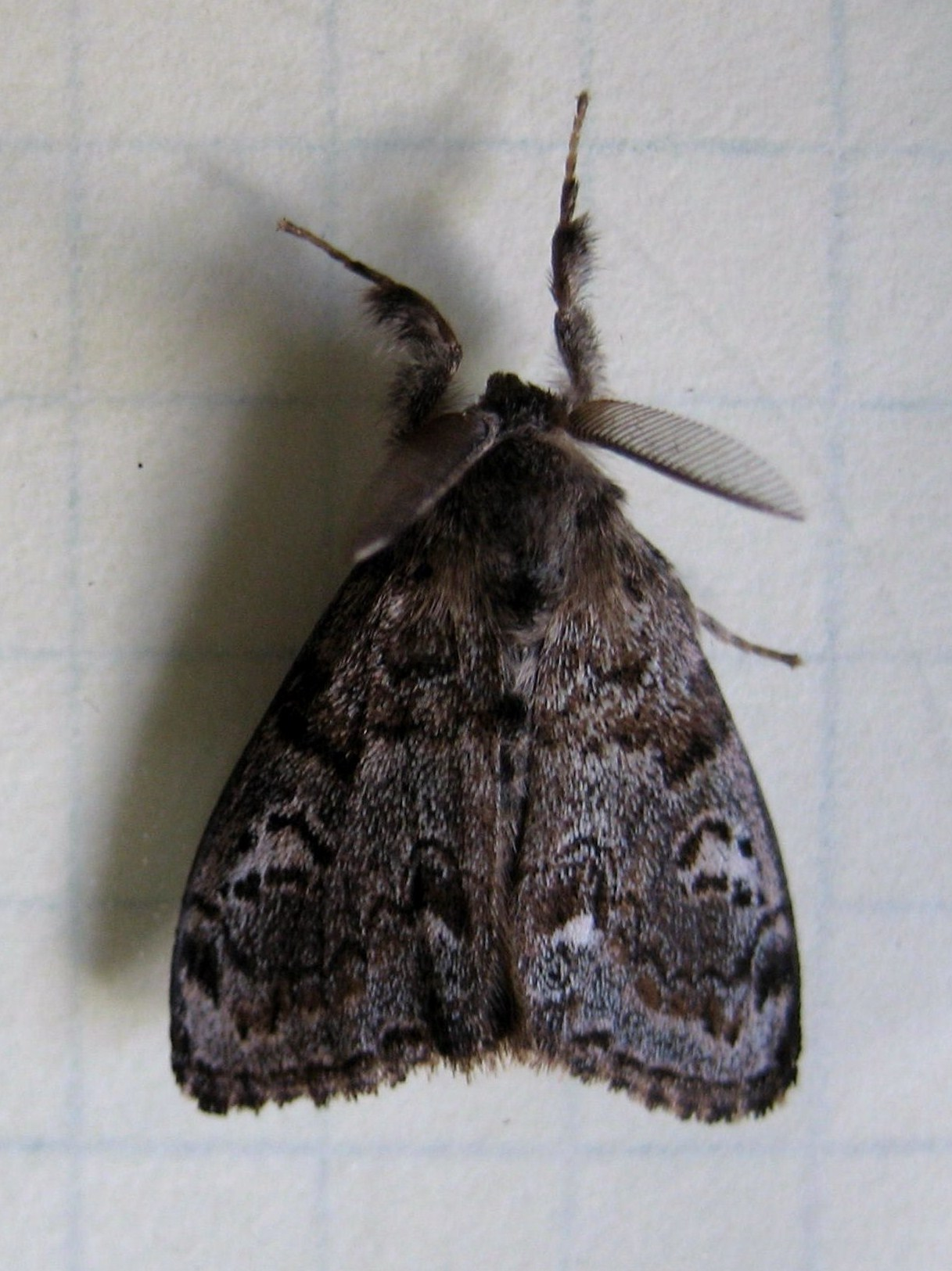